# Fräkentjärnen (Burträsks socken, Västerbotten)
Fräkentjärnen är en sjö i Skellefteå kommun i Västerbotten och ingår i Rickleåns huvudavrinningsområde.